# Ели Георгиева – Билкарката
Ели Георгиева, с псевдоним Билкарката (име, идващо от новелата ѝ „Дъщерята на билкарката“), е българска писателка.

## Биография
Елена Христова Георгиева е родена на 7 август 1964 г. в Бургас. Първото си стихотворение написва там, още на седемгодишна възраст. Малко по-късно тя се мести със семейството си във Варна, където през ученическите си години започва редовно да посещава „Клуб на младите варненски и писатели“, с ръководител варненския писател Атанас Мочуров. Оттогава още датират и първите ѝ поетични награди.
През 2000 г., а после и през 2001 година, авторката печели награди от националния поетичен конкурс с международно участие „Любовта, без която не можем“. Приета е в Сдружението на варненските писатели през 2000 г. След четири години е избрана за член на Управителния съвет на Сдружението. Става негов заместник-председател, а също така се вписва като част от редакционната колегия на вестник КИЛ (Култура, изкуство, литература).
През 2003 г. Билкарката е поканена да членува и в Съюза на свободните писатели – България.
През периода си на активност Ели Георгиева получава десетки награди, има много участия в рецитали, чествания, включвана е в антологии, публикувана е на страниците на редица вестници и списания като „Новият пулс“, „Другата аудитория“, „Уикенд“, „Антимовски хан“, КИЛ, дава интервюта в предавания на Нова ТВ, bTV, ТВ „Черно море“ и други по-малки телевизии. В биографията ѝ се включват интервюта по Радио Варна и БНР – програма „Хоризонт“. Тогава всъщност ѝ прилепва псевдонима „Билкарката“, по името на първия ѝ белетристичен сборник с разкази и новели. Това название приема задачата най-вече да я отличава от други пишещи със същото име.
Следва периодът, в който се отдава на личен бизнес – създава две книжарници в град Варна и това я принуждава да се оттегли за достатъчно време от активния живот на Сдружението на варненските писатели, а и да твори далеч по-малко.
През 2019 година авторката се завръща и започва да пише и издава изключително интензивно. Под перото ѝ един след друг излизат романи, сборници с разкази и новели, стихосбирка и весели творби, защото и хуморът в книгите ѝ е отличителен.
Книгите ѝ засягат битови драми от времето малко преди Първата световна война или известно време след нея. В центъра на повествованията винаги е българското село, а описаните събития са много често наистина преживени от други хора.

## Произведения

### Романи
- „Чорбаджи Русановите дъщери“ (2019)
- „Дафина куцата“ (2020)
- „Ратаят на хаджийката“ (2021)
- „Фамилия“ (2021)
- „Сестра ми, мамо, циганка“ (2022)
- „Аз нямам дете за даване“ (2022)
- „Твоя за цял живот“ (2022)
- „Гарванова клетва“ (2023)
- „Чистилище за сърцата“ (2023)
- „Бримки в плетката на времето“ (2023)

### Стихосбирки
- „Само една жена“
- „Ще дойдеш някога“
- „Целува също като теб“ (2009)
- „Начин да се обичаме“ (2021)

### Книги с фейлетони
- „Зук-зак измишльотини“

### Книжки с хумористична поезия
- „мИчтая си да бъда трактуриСКа“
- „Връщай се, Кольо!“ (2019)

### Весели и полезни женски съвети
- „Наръчник на бъдещата младоженка“

### Детска литература
- „Трошландия – страната на малките трошльовци“